# Herd
Ein Herd, Küchenherd oder Kochherd ist ein Haushaltsgerät zum Kochen, Braten und Backen von Speisen und in seiner ursprünglichen Bedeutung die Feuer- oder Kochstelle eines Wohngebäudes oder Zeltes.

## Begriffsgeschichte
Herd bedeutete ursprünglich Erde oder Erdreich, später Feuerstelle und (Opfer-)Altar, schließlich, in Öfen und Kaminen, auch Feuerraum. Diese Bedeutung hat sich in anderen Sprachen erhalten: Das englische hearth und das französische foyer bezeichnen eine offene Feuerstelle oder einen Kamin, bisweilen auch das Heim (vgl. Foyer). Das Haushaltsgerät wird als kitchen stove (Küchenofen) bzw. cuisinière (Köchin) bezeichnet. Herdplatte bezeichnete im Spessart noch im 20. Jahrhundert im ursprünglichen Sinne einen Erbhof.

## Geschichte und Bauformen
siehe auch: Küche#Geschichtliche Entwicklung

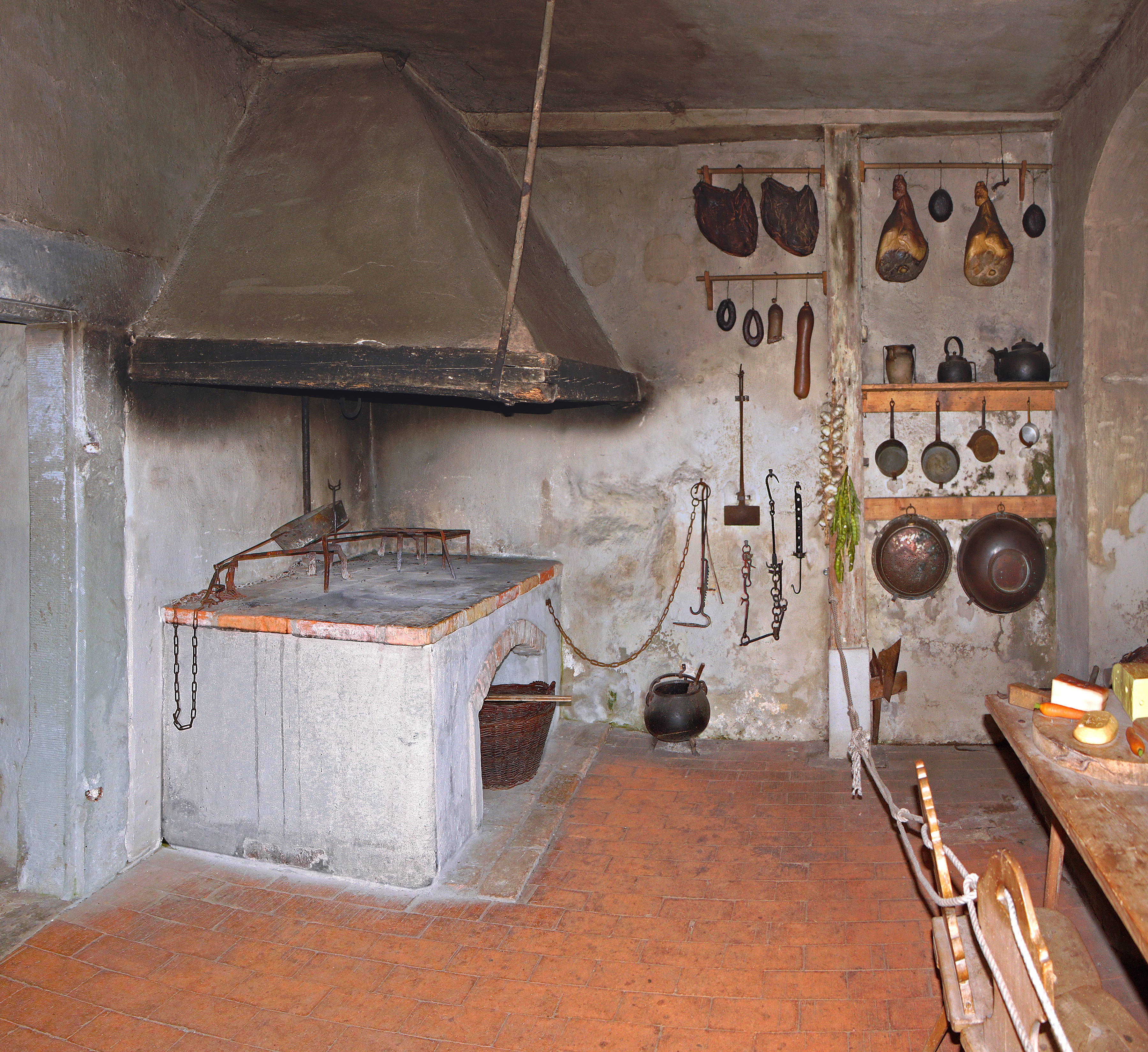
Gesindeküche auf der Meersburg.

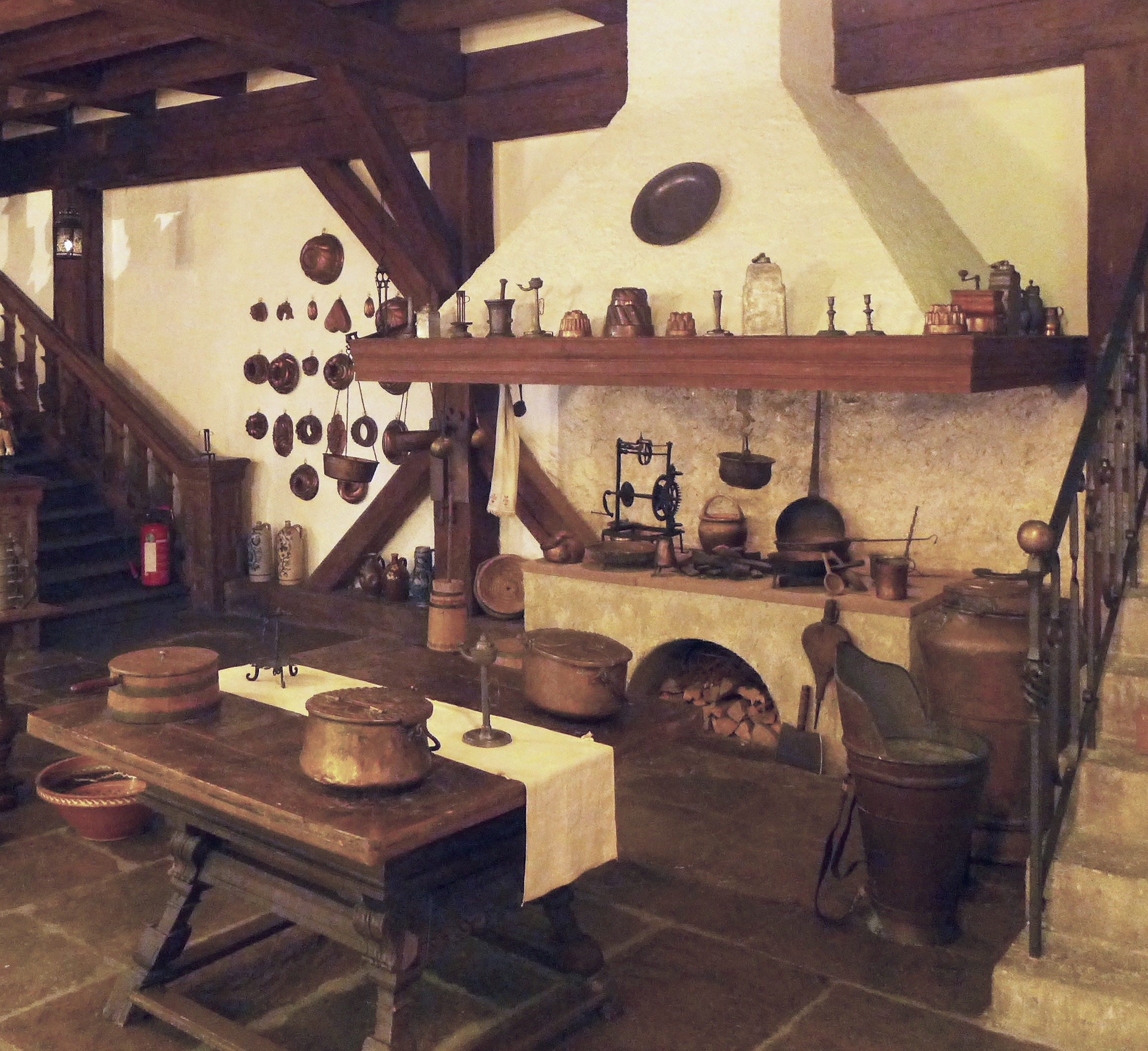
Offene Herdstelle, Rekonstruktion des Mainfränkischen Museums Würzburg

Ursprünglich befanden sich offene Herdstellen im Freien oder in Gebäuden oder Zelten, als flache Gruben, zwischen Steinen oder auf einer Lehm- oder Steinplatte. In der Ausgrabungsstätte um die Klissoura-Höhle 1 in der Ebene von Argos im nordwestlichen Peloponnes haben Archäologen 23.000 bis 34.000 Jahre alte Tonherde der Aurignac-Kultur gefunden. Die Entdeckung hilft, den Übergang von den ältesten bekannten Herden aus Stein zu den Tonkonstruktionen, wie jenen von Dolní Věstonice in Tschechien, zu erklären. Viel später kamen aufgemauerte Sockel hinzu, die im Mittelalter etwa Tischhöhe erreichten. Gebraten wurde auf Rosten oder an Spießen, gekocht mit Kesseln, die an Kesselhaken über dem offenen Feuer hingen oder auf Dreibeinen standen. Mit der Einführung des Rauchfangs rückte die Herdstelle an die Wand. Eine wesentliche Weiterentwicklung des ausgehenden Mittelalters stellte der gemauerte Potager dar.
Im Jahr 1735 entwickelte François de Cuvilliés der Ältere für die Amalienburg im Schlosspark Nymphenburg mit dem Castrol-Herd (oder Topfherd, von frz. Casserole, Kochtopf) den ersten voll ummauerten Kochherd mit durchlöcherter Eisenplatte, auf der die Töpfe standen, und einem Rauchfang. Das tägliche Löschen des Herd- und Ofenfeuers wurde im 18. Jahrhundert in vielen deutschen Kurfürsten- und Fürstentümern zu bestimmten Abendstunde vorgeschrieben.
Seit dem Ende des 18. Jahrhunderts gibt es echte Kochherde mit vollständig geschlossenem Feuerraum und eisernen oder kupfernen Herdplatten mit Öffnungen über dem Feuer, in die Töpfe und Kessel eingesetzt wurden. Durch den Einbau von Rosten für die Feuerung und Klappen zum Verschließen der Feuerkammer entwickelten sie sich zu Sparherden, die das Brennmaterial, in der Regel Steinkohle, wesentlich besser ausnutzten. Für verschiedene Topfgrößen konnten die Löcher der Herdplatte mit verschiedenen Ofenringen angepasst werden. Sparherde verfügten meist auch über einen Backofen, einen Tank für Warmwasser – Wasserschiff genannt – und einen Wärmeschrank. Die Entwicklung des Sparherds geht maßgeblich auf den Physiker Benjamin Thompson zurück, der mehrere Modelle in München entwickelte und nach seinen Anleitungen bauen ließ. Bekannt wurde der Rumford-Herd, ein energiesparender Küchenherd, der nur halb so viel Brennstoff verbrauchte wie die noch weithin üblichen offenen Herde. Diese Herde wurden zunächst vorwiegend in Volksküchen eingesetzt. Ab dem Jahr 1817 wurden die Sparherde auch als Kochmaschine weiterentwickelt und beschrieben.

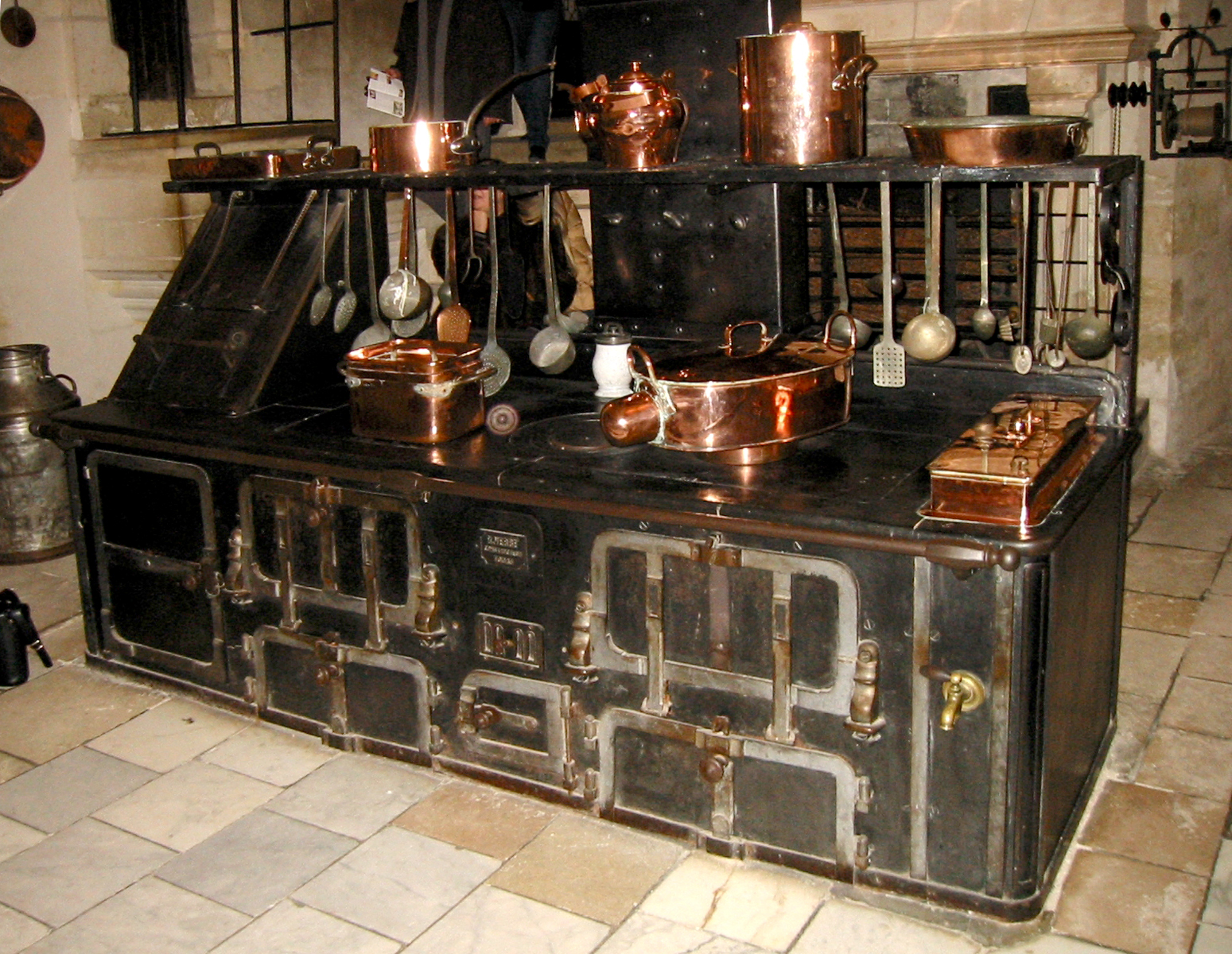
Kochmaschine um 1820 auf Schloss Chenonceau

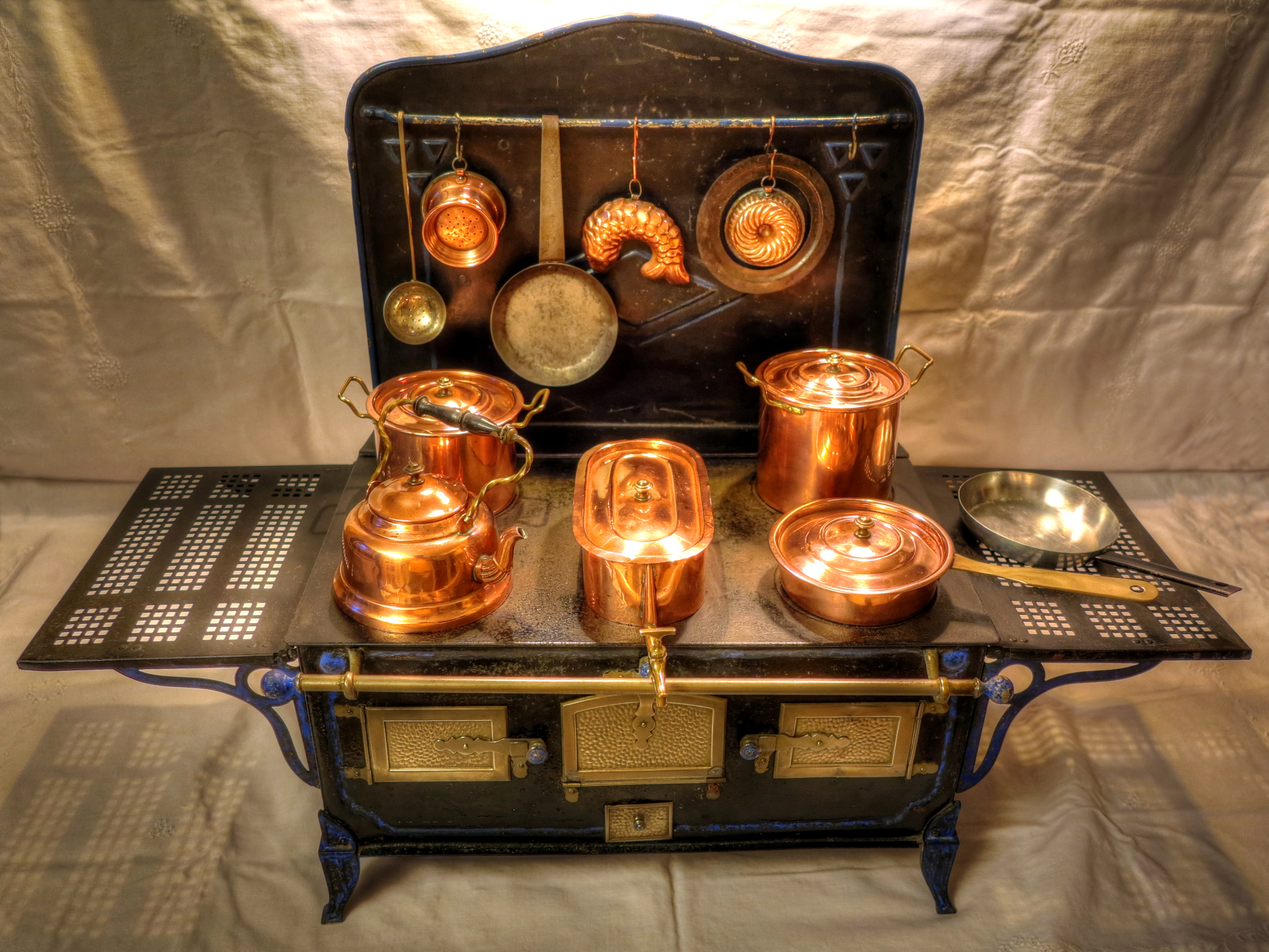
Puppenherd mit Spiritusbrennern

Waren die früheren Herde noch gemauert, so kamen Mitte des 19. Jahrhunderts die ersten Herde aus Metall auf den Markt. Eine Entwicklungsstufe dieser Zeit war die sogenannte Kochmaschine, auch als Stangenherd oder im Volksmund als Küchenhexe bekannt. Dies war eine Herdversion mit verschiedenen innenliegenden Feuerrosten, durch Wärmezüge zu den Kochstellen geleitete Hitze, Heißwasserbereitern, verschiedenen Backröhren und Backöfen und durch Herdringe in der Größe verstellbare Feuerstellen. Mit Anfangs hohen Beschaffungskosten waren zuerst wohlhabende Leute in der Lage, sich derartige Herde zu leisten; in Deutschland setzten diese sich ab 1860 mit sparsamen und ausgereiften Modellen durch. Zu dieser Zeit wurden auch die ersten Puppenherde gebaut; diese verkleinerten Nachbildungen eiserner Feuerherde waren in wohlhabenden Familien ein beliebtes Spielzeug. Einfachere Versionen gehörten bald zur Normalausstattung in Mietskasernen (z. B. in Berlin) des späten 19. Jahrhunderts.
Schon zu Anfang des 19. Jahrhunderts gab es erste Versuche mit gasbefeuerten Herden, allerdings war eine sinnvolle Verwendung an die Verbreitung eines ausreichenden Gasnetzes in den Städten gekoppelt. Auf der Industrieausstellung in London wurde 1851 der erste transportable eiserne Herd gezeigt, der seit den 1860er Jahren in Deutschland serienmäßig hergestellt wurde. Die Herdplatte hatte mehrere herausnehmbare Ringe, die Töpfe wurden in die Öffnung eingehängt. Im ländlichen Raum blieben diese Herde bis weit ins 20. Jahrhundert hinein in Gebrauch. Auf der Weltausstellung 1893 in Chicago wurde der erste Elektroherd vorgestellt, allerdings dauerte es bis 1930, bis dieser sich allgemein verbreiten konnte, was auch seinen Grund in der für derartige Herde notwendigen Infrastruktur hatte.

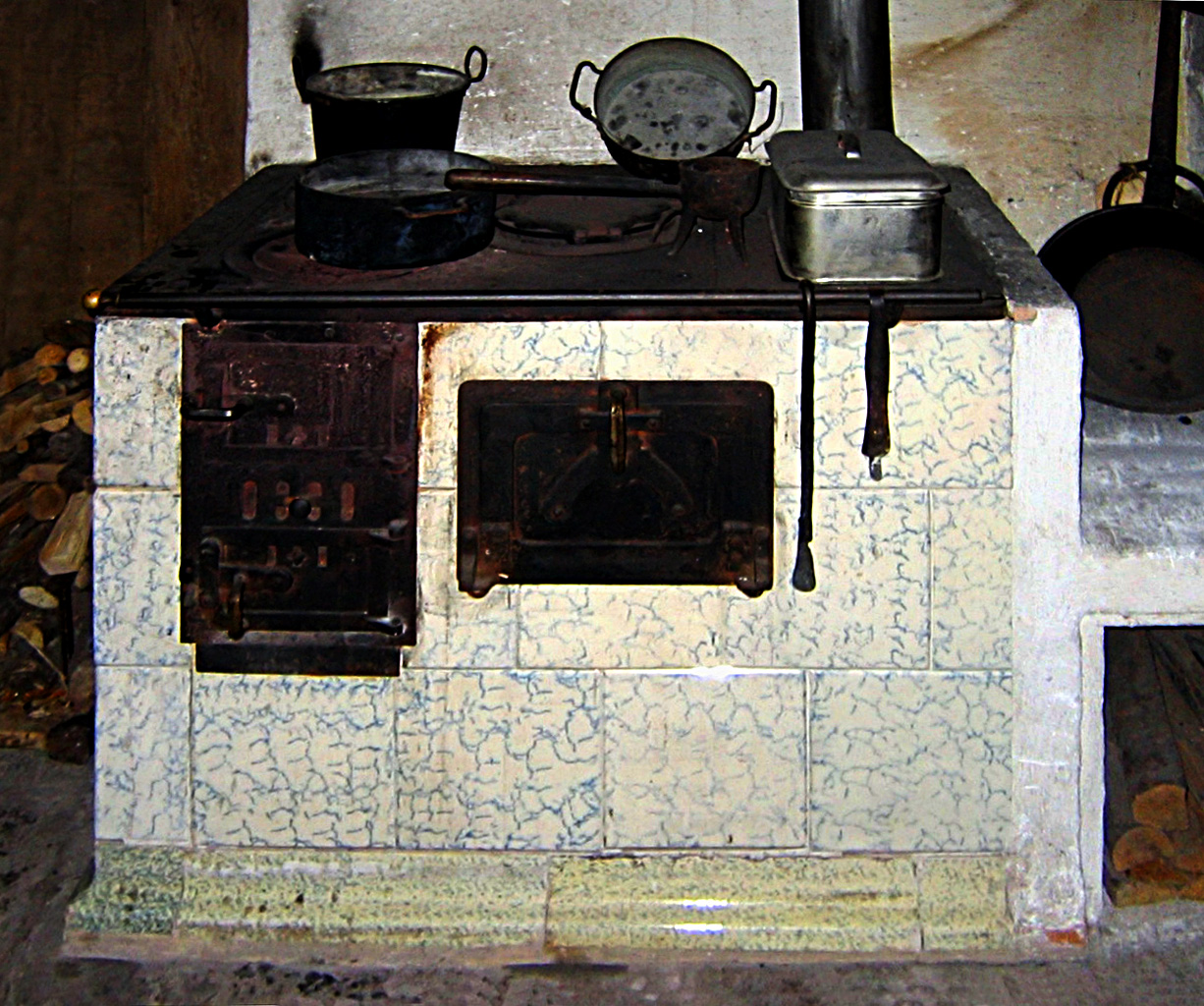
Holzherd

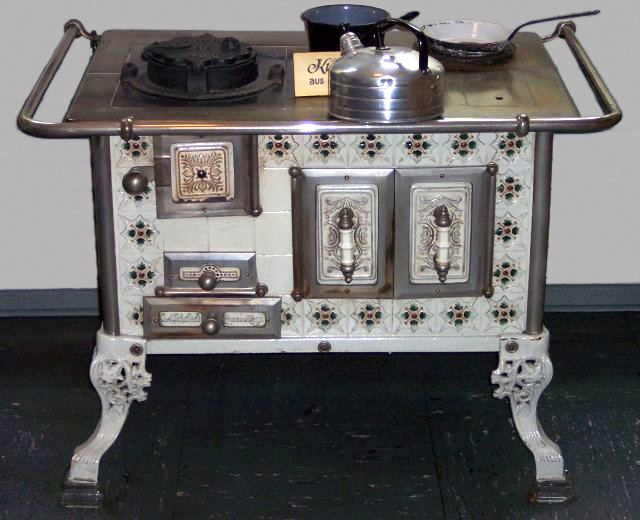
Gusseiserner Kohleherd aus dem 19. Jahrhundert

In der zweiten Hälfte des 19. Jahrhunderts kamen verschiedene Kombinationen aus Heizofen und Kochherd auf den Markt, teilweise mit seitlich eingebauten Backröhren, mit Aufsätzen zum Backen und Braten, mit einem Wärmekasten für das Essgeschirr.

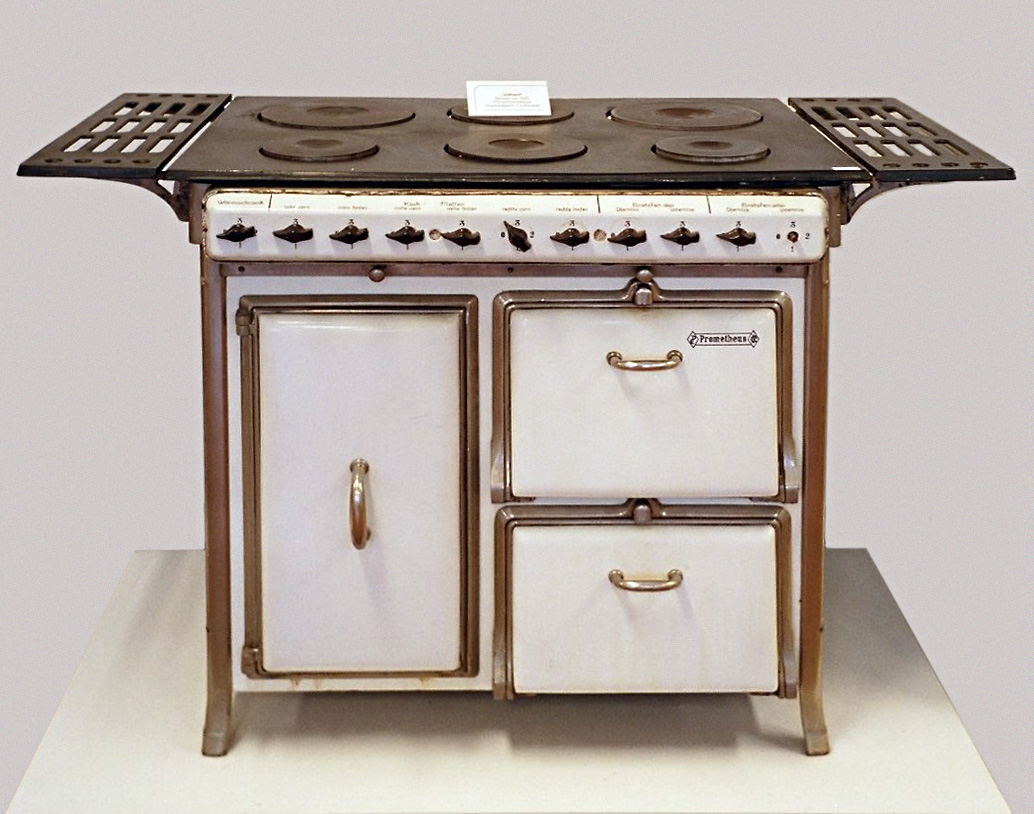
Elektroherd, um 1900

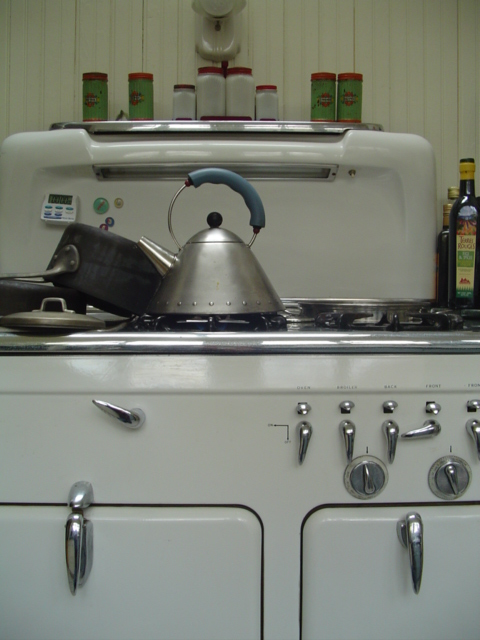
Amerikanischer Gasherd

Moderne Herde werden fast ausschließlich mit Gas oder elektrisch betrieben. Gasherde wurden Mitte des 19. Jahrhunderts eingeführt und setzten sich um das Jahr 1900 in den Städten allgemein durch. Auch Kombinationsherde, die ein Kochen auf Feuer oder mit Gas bzw. Strom erlaubten, waren bis in die 1960er Jahre verbreitet. Da der mit Holz oder Kohle befeuerte Herd im Winter auch zur Beheizung der Küche diente, kochte man in der kalten Jahreszeit auf Feuer, im Sommer wurde elektrisch oder mit Gas gekocht, da eine Erwärmung der Küche dann nicht nötig und sogar unangenehm war. Durch die zunehmende Verbreitung von Zentralheizungen verschwanden solche Geräte vom Markt.
Neuere Entwicklungen neben Gasherd und Elektroherd sind der Mikrowellenherd und der Induktionsherd. Neben Standgeräten, die Kochfeld oben und Backofen unten verbinden, gibt es heute vielfach getrennte Geräte zum Einbau in Arbeitsplatten und Küchenschränke, die eine größere Flexibilität bei der Kücheneinrichtung und eine bessere Ergonomie ermöglichen.

## Chronologischer Überblick der Erfindungen
Zu Küchenherden und Öfen aus Stahl oder Gusseisen wurden zahlreiche Erfindungen gemacht und Patente angemeldet. Die Patentanmeldungen ermöglichen es, die Entwicklungsschritte dieser Geräte mit amtlich eingetragenen Belegen nachzuvollziehen. Dabei ist bemerkenswert, dass die frühen Patente vorwiegend im angloamerikanischen Raum zu finden sind und auch Frauen in den frühen als Patenten als Erfinderinnen eingetragen wurden. Bedingt durch die Geschichte des Patentrechts kann der Eindruck entstehen, dass die Entwicklungen von Küchenherden und Öfen in anderen Regionen zeitlich später und im Nachgang von angloamerikanischen Patenten erfunden wurden. Dieser Eindruck ist vielfach falsch, denn bis in die 2020er-Jahre gibt es keine Datenbanken, die den Abgleich mit Erfindungen ermöglichen, die beispielsweise in kleinen europäischen Fürstentümern oder Königreichen patentartig angemeldet oder schlicht nur veröffentlicht wurden. Nachfolgend lückenhaft eine Auswahl von frühen zeittypischen Erfindungen und Patenten zu Küchenherden und Öfen, chronologisch nach Datum der Erfindung oder Patenterteilung aufsteigend sortiert:
- 1563 erscheint von Hans Bocksberger das Werk Verzeichnuß der figuren vnnd neuwen öfen / von der ersparung der neuwen erfundenen Holtzkunst, Druck Peter Schmid, Herzog August Bibliothek.[6]
- 1610er-Jahre, Franz Kessler erfindet Ofenverbesserungen und veröffentlicht dazu sein Werk Holzsparkunst, das 1618 erschien.[7]
- 1735 erfindet François de Cuvilliés der Ältere den ersten „Herd mit geschlossenem Feuerkasten und einer obenliegender, durchlöcherter Herdplatte“ für das Jagdschlösschen Amalienburg (München).[8]
- 1740er-Jahre, Erfindung des „Pennsylvania Fireplace“, von Benjamin Franklin
- 1745 erscheint das Werk Entdeckung Nützlicher Oefen, welche die Zimmer warm machen, ehe noch der Ofen warm ist, und welche auch ein armer und gemeiner Mann mit leichten Kosten sich anschaffen kan.[9]
- 1770er-Jahre, Johann Riems erfindet Verbesserungen und veröffentlicht dazu sein Werk Abhandlung über die Holzsparkunst durch ökonomische Öfen, das 1773 erschien.[10]
- 1790er-Jahre, Erfindung des Rumford-Herd von Benjamin Thompson (seit 1792 Reichsgraf von Rumford, der namensähnliche Rumfordofen wurde erstmals 1804 gebaut).
- 1810er-Jahre, Erfindung der Sparofen-Kochmaschine, Erstbeschreibung im Jahr 1817 von Gottfried Anton Meisner.[5]
- Patent  US37: Crane Stove. Angemeldet am 10. Dezember 1833, veröffentlicht am 28. September 1836, Erfinder: Elishia Town, Montpellier, Vermont, USA (ältestes bekanntes US-Patent zu Küchenherd-Heizofenkombinationen).‌
- Patent  US33: Cook Stove. Veröffentlicht am 29. September 1836, Erfinder: John Harriman, Haverhill, Mass. USA.‌
- Patent  US64102: Cooking Stove. Veröffentlicht am 23. April 1867, Erfinder: Elisabeth Hawks, New York, NYC, USA.‌
- 1890er: Altenbekener Sparherd

Die Übersicht zur Chronologie der Erfindungen ist bewusst kurz und mit Schwerpunkt auf die frühen Entwicklungen fokussiert. Die Menge der Erfindungen ab dem 20. Jahrhundert würde den Rahmen dieser chronologischen Übersicht völlig überfordern. Neuere Patente zeigen bisweilen Wandel in den Begrifflichkeiten, da man im 21. Jahrhundert völlig andere Geräte zum Kochen und Heizen sowie auch inhaltlich andere Vorstellungen beispielsweise zum Begriff einer Kochmaschine hat, die man auch als ein Gerät verstehen kann, welches als Thermomix bekannt ist. Eine Auswahl von Erfindungen ab Mitte des 20. Jahrhunderts zeigt Inhalte, um den Wandel der Technologie verständlich machen zu können.
- Patent  DE800597C: Kochherd für feste Brennstoffe. Angemeldet am 2. Oktober 1948, veröffentlicht am 20. November 1950, Anmelder: Carl Neff GmbH, Bretten, Baden, DE, Erfinder: Ernst Flögel, Bretten, Baden, DE (Nachkriegsmodell alter Bauart von Kochmaschinen).‌
- Patent  DE2508485A1: Kohlenherd. Angemeldet am 27. Februar 1975, veröffentlicht am 9. September 1976, Anmelder: Küppersbusch AG, Gelsenkirchen, DE, Erfinder: Alfred Tieze, Richard Röck, Gelsenkirchen, DE (Spätes Patent alter Bauart von Kochmaschinen).‌
- Patent  DE202018002322U1: Kochmaschine. Angemeldet am 9. Mai 2018, veröffentlicht am 18. Mai 2018, Anmelder: Bottle Top Machinery Limined Company, Taiwan (Diese so bezeichnete „Kochmaschine“ dient der vollautomatischen Zubereitung von Speisen.).‌

Neben der rein technologischen Betrachtung zur Chronologie der Entwicklungsgeschichte zeigen sich bedingt durch gesellschaftliche und soziale Entwicklungen bei der Art und beim Einsatz von Küchenherden und Öfen etliche Verschiebungen. Dies wird im Abschnitt Soziale und religiöse Bedeutung näher behandelt.

## Technische Klassifizierungen
Technische Klassifizierungen wurden im 20. Jahrhundert eingeführt und zum Teil in DIN-Normen festgehalten. Laienhaft wird meist nur nach Eisen- oder gemauerten Herden oder nach den Brennstoffen Holz, Kohle, Gas, Öl oder elektrischer Energie unterschieden.
Fachleute aus Industrie und Handwerk bevorzugen die Orientierung an jeweils neuester Normung. Nach DIN EN 12815 gefertigte Herde sind industriell gefertigte Festbrennstoff-Herde mit Handregelung, die in der Regel transportabel sind und deren Hauptfunktion das Kochen ist, sowie die Nebenfunktion das Beheizen des Aufstellungsraums und ggf. das Aufwärmen von Brauchwasser oder Wassererwärmung für häusliche Heizanlagen.
Nach TROL hergestellte Herde, die individuell und ortsfest hergestellt sind, wird die Unterteilung nach Ausführung und Verwendung vorgenommen:
- Tischherd
- Aufsatzherd (Sonderform des Tischherdes)
- Durchheizherd
- Kesselherd.

## Gesellschaftliche und energiepolitische Aspekte
Die Entwicklungsgeschichte von Herden und Öfen wird von alters her mit Armut und Wohlstand in Verbindung gebracht. Viele der Entwicklungen hatten zum Ziel, heizen und kochen auch für ärmere Bevölkerungsschichten so erschwinglich zu halten, dass sie nicht auf Volks- oder Suppenküchen angewiesen waren. Mit steigendem Wohlstand haben sich Menschen meist auch aufwendigere Herde geleistet.

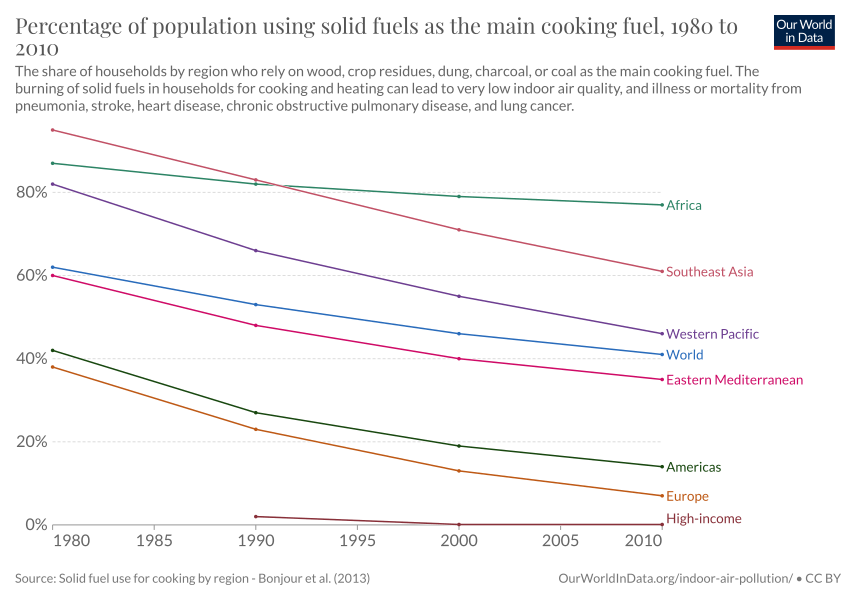
Abnehmende Entwicklung der weltweiten Bevölkerung mit Nutzung von Festbrennstoffen zum Kochen.

### Gesellschaft und Energie
Im Rahmen der UN-Millenniums-Entwicklungsziele wurde im Jahr 2010 ein Gutachten zur Energiearmut vorgelegt, nach dem weltweit 2,7 Milliarden Menschen ihr Essen über Holz- oder Dungfeuern kochten, wodurch sie hohen Gesundheitsrisiken ausgesetzt waren; 1,4 Milliarden Menschen hatten keinen Zugang zu Elektrizität und waren auf das Sammeln von Brennmaterial angewiesen, hauptsächlich durch Frauen und Kinder, die auch beim Kochen der giftigen Rauchentwicklung ausgesetzt waren. Die nebenstehende Grafik zeigt die abnehmende Entwicklung der Nutzung von Festbrennstoffen zum Kochen.

### Soziale und religiöse Bedeutung
In den Gemeinschaftshäusern früherer Zeiten (vergleiche Langhäuser) war die Herdstelle das Zentrum des sozialen Zusammenlebens und in vielen Fällen das religiöse Zentrum des Hauses. In vorgeschichtlicher Zeit wurden die Toten häufig in der Nähe der Herdstelle begraben. Die Bedeutung des Herdfeuers zeigt sich an den Göttinnen, die für das Herdfeuer zuständig sind; die meisten vorchristlichen Kulturen kannten solche Göttinnen, teilweise werden sie heute noch verehrt. Im europäischen Kulturraum sind als Göttin von Heim, Herd und heiligem Feuer die griechische Hestia und die römische Vesta bekannt. Im Raum des antiken Griechenlands haben bis heute Zeremonien überlebt, die sich um das heilige Herdfeuer ranken: So wird beispielsweise in Ionien ein Weihnachtsbrauch gefeiert, bei dem feierlich Wein und Öl ins Herdfeuer gegossen werden. Auch in den romanischen Sprachen hat das Herdfeuer als Zentrum des familiären Lebens überlebt: So steht das französische Wort foyer sowohl für Feuerstelle, Heim oder Zuhause, aber auch für den Ursprung von etwas. In der Mongolei gilt traditionell der jüngste Sohn als Erbe und Bewahrer des „heiligen Herdfeuers“ seiner Familie (vergleiche Ultimogenitur: Erbfolge des Jüngsten).

## Sonstiges
Das Phänomen eines auf einer heißen Herdplatte „tanzenden“ Wassertropfens ist als Leidenfrost-Effekt bekannt.